# Система Гаста (оружие)

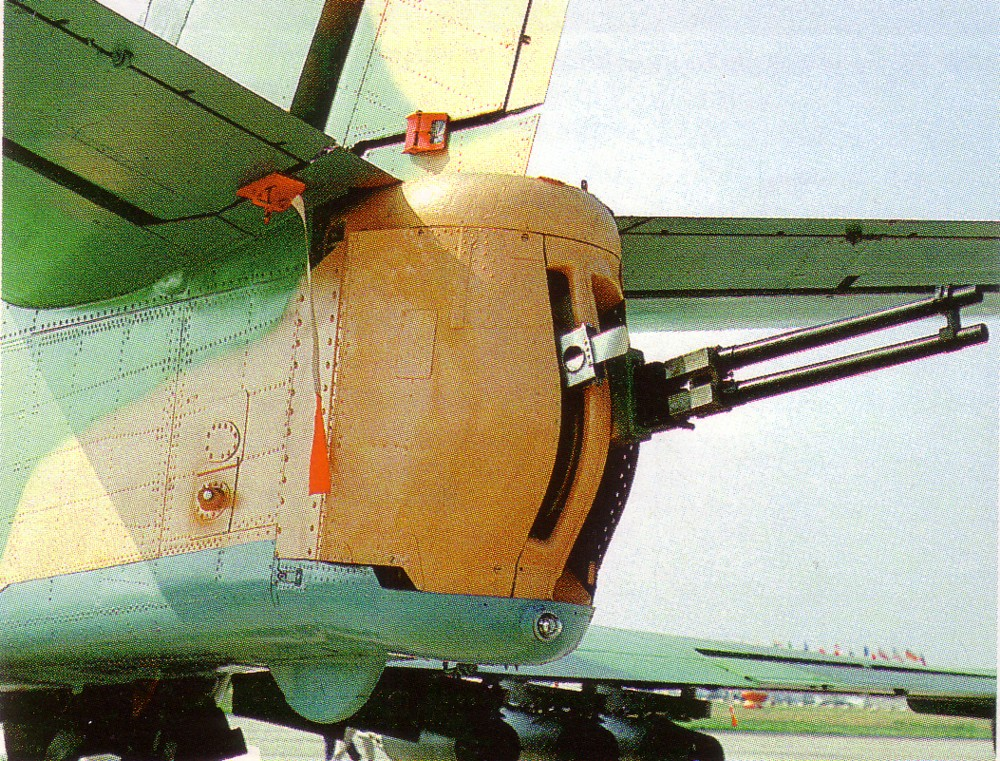
Современная двуствольная авиационная пушка ГШ-23, выполненная по схеме Гаста

Система Гаста — скорострельное огнестрельное оружие с двумя стволами. Оба ствола являются зависимо соединенными через шатун или шестерню. Схема отдачи ствола с коротким ходом позволяет при выстреле из одного ствола на обратном ходу затвора двигать кинематически связанный затвор второго ствола, производя зарядку орудия, таким образом взаимно уравновешиваются импульсы отдачи, позволяя достигать большего темпа стрельбы. Оружие по схеме Гаста незначительно превосходит классическое одноствольное по размерам, в полтора раза по массе и более чем вдвое по темпу стрельбы.

## Система Гаста
Питался пулемет Гаста из двух дисковых магазинов на 180 патронов стандартных немецких винтовочных боеприпасов калибра 7,92 мм, размещённых с обеих сторон оружия , по которым его очень легко распознать. Заменить магазины было несложно, это занимало несколько секунд.
Пулемет Гаста работал по принципу отдачи короткого хода ствола. Суть системы Гаста заключалась в том, чтобы раздвоить стволы и соединить их замки качающимся рычагом, чтобы отдача затвора одного ствола перегружала другой. Стрельба велась с закрытого затвора. После установки магазинов стрелок оттягивал затвор, который отводил назад затвор, который забирал патрон на обратном пути, вставлял его в патронник, в заключительной фазе движения натягивая пружину ударника и отпустив рукоятку, которая не двигалась во время стрельбы. Оружие имело одинарный спусковой крючок, соединенный рычагом с замками обоих стволов. После отпускания ударника происходит выстрел, затвор и ствол начинает движение назад. Замок, попавший в выступ, разблокируется, а его движение дополнительно ускорялось за счет специального кулачка. Обратное движение затвора через соединительный рычаг резко толкает вперед затвор второго ствола вперед, который захватывает патрон и вводит его в ствол. Эжектор казенника первого ствола берет гильзу и выбрасывает его из нижней части оружия, а казённая часть второго ствола заперта, а его ударник натянут и готов к стрельбе. Если в этот момент спусковой крючок нажат, производится выстрел из второго ствола, продолжая цикл стрельбы.

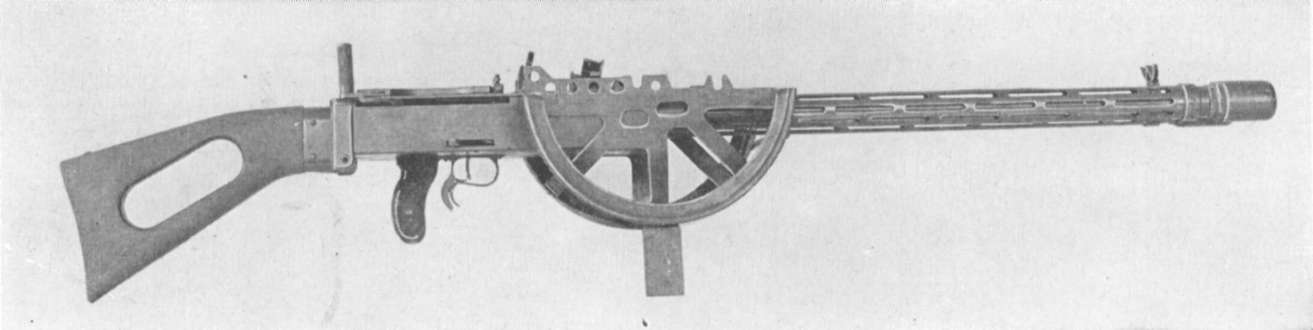
Пулемет Гаста.
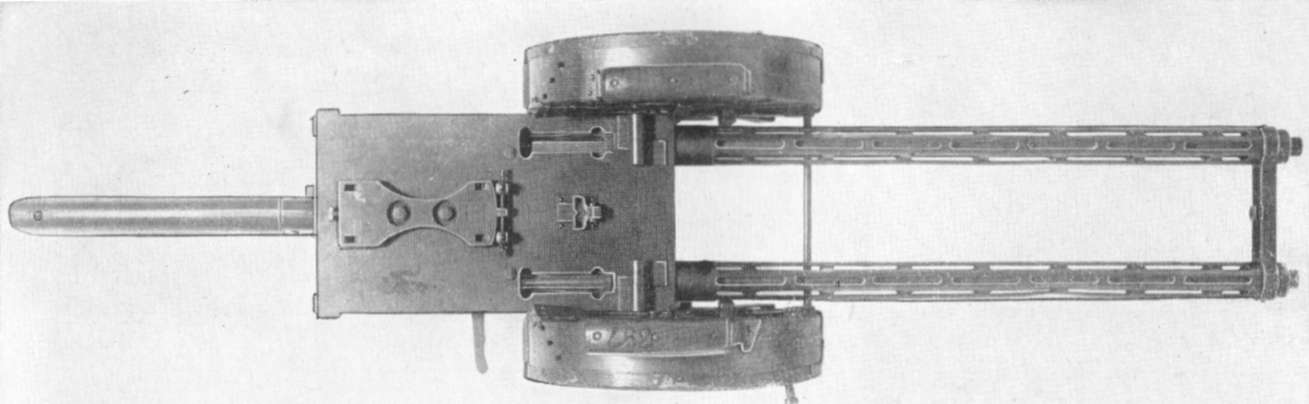
с магазинами, вид сверху
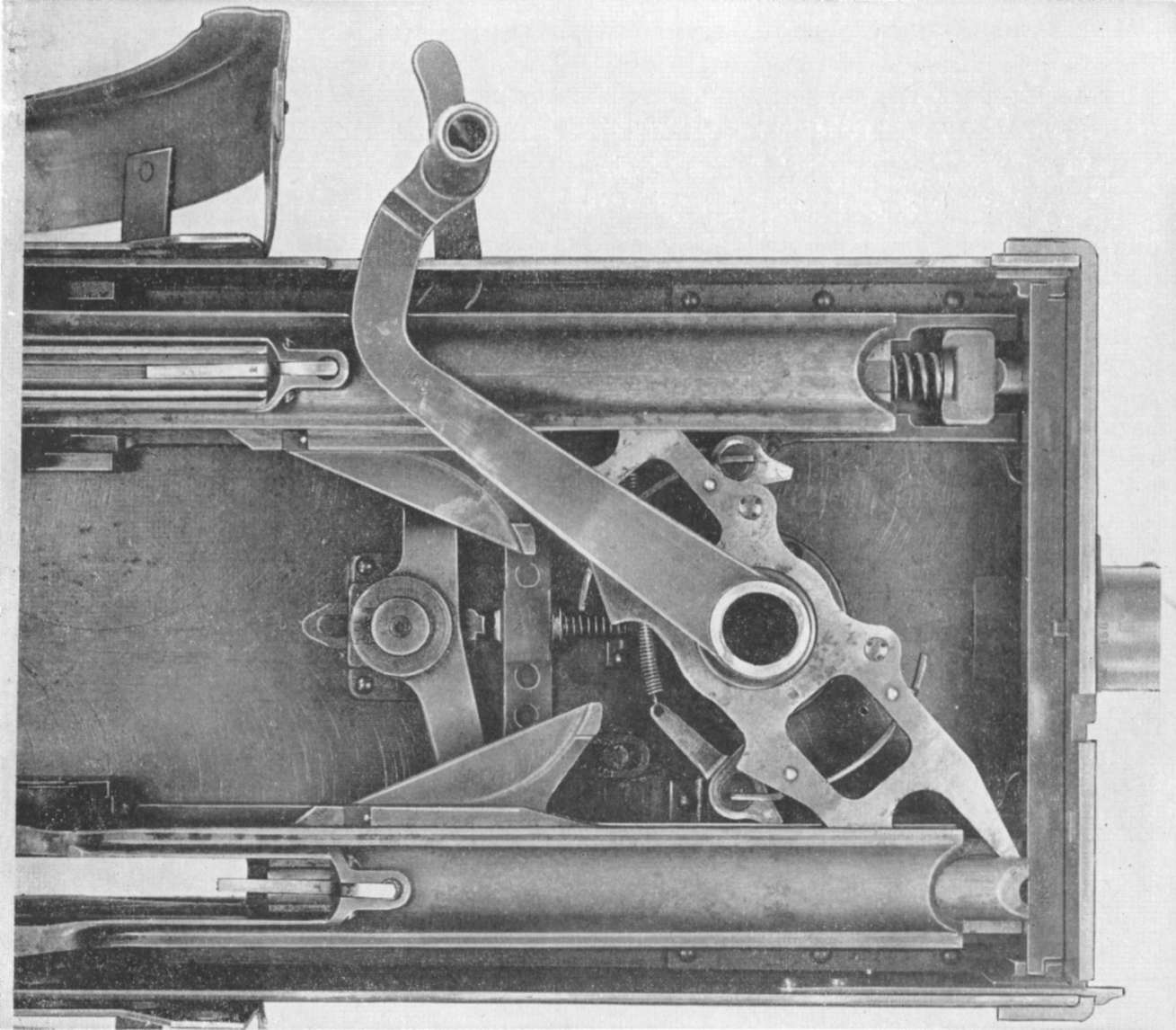
Mеханизм. Виден соединитель между замками обоих стволов, перезаряжающий один ствол за счет силы отдачи другого.

## История
В январе 1915 года немецкий инженер компании «Форверк» Карл Гаст изобрёл скорострельное оружие калибра 7,92 мм, получившее позже название «Gast-Maschinengewehr Modell 1917». Первый образец системы выпущен в 1916 году. Гаст запатентовал своё изобретение, описав его как «двуствольный пулемёт с откатными стволами». Во время учебных стрельб удалось достичь значения 1600 выстрелов в минуту.
Барабанные магазины имели ёмкость в 180 патронов. Без учёта боеприпасов вес пулемёта Гаста составлял 27 кг.
Новый пулемёт продемонстрирован Гастом артиллерийским специалистам и так впечатлил последних, что фирме «Vorwerk und Companie», где работал Карл Гаст, был сделан заказ на 3000 штук с комплектом в 10 барабанных магазинов и запчастей к каждому изделию по цене 6800 марок за пулемёт. Выпуск первых ста пулемётов ожидался в июне 1918 года, с увеличением выпуска до 500 в месяц к сентябрю 1918 года.
В конечном итоге количество произведённых пушек Гаста превысило ранее запланированное; новое орудие благосклонно принято на вооружение с обещанием заказать ещё 6000 единиц пулемёта в будущем.
Одновременно с основной версией пулемёта разрабатывался вариант под патрон калибра 13 мм (пулемёт Гаста-Флигера). Он использовал тот же тип патрона, что и пулемёт Максима, и имел два коробчатых магазина.
Однако пулемет Гаста не получил широкого использования, а его существование немцам удавалось держать в секрете от стран Антанты в течение трёх лет после окончания Первой мировой войны. Только в 1921 году Союзная контрольная комиссия высказала озабоченность существованием пушки Гаста, когда под Кёнигсбергом обнаружили партию из 25 пулемётов и боеприпасы к ним. Карл Гаст подал заявку на американский патент своего изобретения в 1920 году, удовлетворённую в 1923-м.

## Современное использование
Принцип работы пушки Гаста показал свою высокую эффективность, и, получив название схемы Гаста, нашёл своё применение в современном крупнокалиберном вооружении. По сравнению с конкурирующей схемой Гатлинга, схема Гаста позволяет существенно снизить размеры и вес вооружения, однако обладает меньшей скорострельностью. Пулемёт Гаста использовался в армии США и зарекомендовал себя как практичное и надёжное оружие. Однако считалось, что схема не дает достаточно преимущества над существующими системами, чтобы затраты на её производство считались экономически выгодными.
В настоящее время схема Гатлинга в основном используется в армии США (GAU-8 Avenger, M61 Vulcan), в то время как схема Гаста довольно широко применяется в России. После Второй мировой войны схема Гаста получила развитие в Советском Союзе, где по ней было выполнено несколько удачных зенитных и авиапушек: 2А38, ГШ-23, ГШ-30-2.